# Липовенькое
Липове́нькое (укр. Липовеньке) — село в Побугской поселковой общине Голованевского района Кировоградской области Украины.
Население по переписи 2001 года составляло 735 человек. Почтовый индекс — 26552. Телефонный код — 5252. Занимает площадь 3,193 км². Код КОАТУУ — 3521484601.